# حادثه موریسون

کشتی موریسون

حادثه موریسون (به ژاپنی: モリソン号事件 Morison-gō Jiken) حادثه ای بود که در دوره ساکوکو و در سال ۱۸۳۷ اتفاق افتاد. در این حادثه یک کشتی بازرگانی ایالات متحده آمریکا که توسط ناخدا چارلز دبلیو. کینگ هدایت می‌شد توسط شلیک توپ از آبهای ژاپن رانده شد. این کار مطابق با دستور دفع کشتی‌های خارجی بود که فرمان آن در سال ۱۸۲۵ صادر شده بود. ادعا شده‌است که کینگ به بهانه بازگرداندن هفت کشتی شکستهٔ ژاپنی، از جمله اوتوکیچی، برای آغاز تجارت با ژاپن استفاده کرده‌است.
در این کشتی ۷ ژاپنی که در ماکائو همراه کشتی شده بودند و میسیونر مسیحی ساموئل ولز ویلیامز نیز سوار بودند.